# Lycée français Vincent-Van-Gogh
Pour les articles homonymes, voir Van Gogh (homonymie).
Le lycée français Vincent-Van-Gogh se situe à La Haye aux Pays-Bas avec une antenne située à Amsterdam. Il a été créé en 1947. Il porte le nom du peintre néerlandais établi en France Vincent van Gogh (1853-1890).
L'établissement a fêté ses 70 ans en 2017. Il est réparti sur deux sites : 
- La Haye (établissement principal) : maternelle, élémentaire, collège, lycée.
- Amsterdam (annexe) : maternelle, élémentaire.
Le lycée français Vincent-Van-Gogh est en gestion directe de l'Agence pour l'enseignement français à l'étranger (AEFE).

## Histoire
En 1947, le lycée français de La Haye fut créé sous le nom d'« École française des Pays-Bas », après une réunion de la section des Pays-Bas de l’Union des Français de l'étranger et un groupe de familles francophones. En 1951 l'école bénéfice du patronage de l'ambassade de France à La Haye.
Entre 1954 et 1965, les classes du secondaire (sixième à terminale) sont créées.
Vincent van Gogh pendant sa période à La Haye dessinera des villas de Parkweg, où au 19, l’école française s’installa de 1954 jusqu’en 1994. Un second site avec les classes supérieures se trouvait a De Ruijterstraat 71, dans une ancienne école ULO de la municipalité de La Haye.
Le 27 novembre 1980, l'école française des Pays-Bas prend le nom de lycée français Vincent-Van-Gogh. En 1982, le lycée devient « centre d’examen » pour les épreuves du baccalauréat.
Depuis 1986, l'établissement passe une convention de gestion directe avec la France, puis en 1990, avec l'Agence pour l'enseignement français à l'étranger et appartient désormais au réseau des établissements français de l'étranger.
Le bâtiment actuel du lycée à La Haye a été inauguré en septembre 1994.

### Caractéristiques

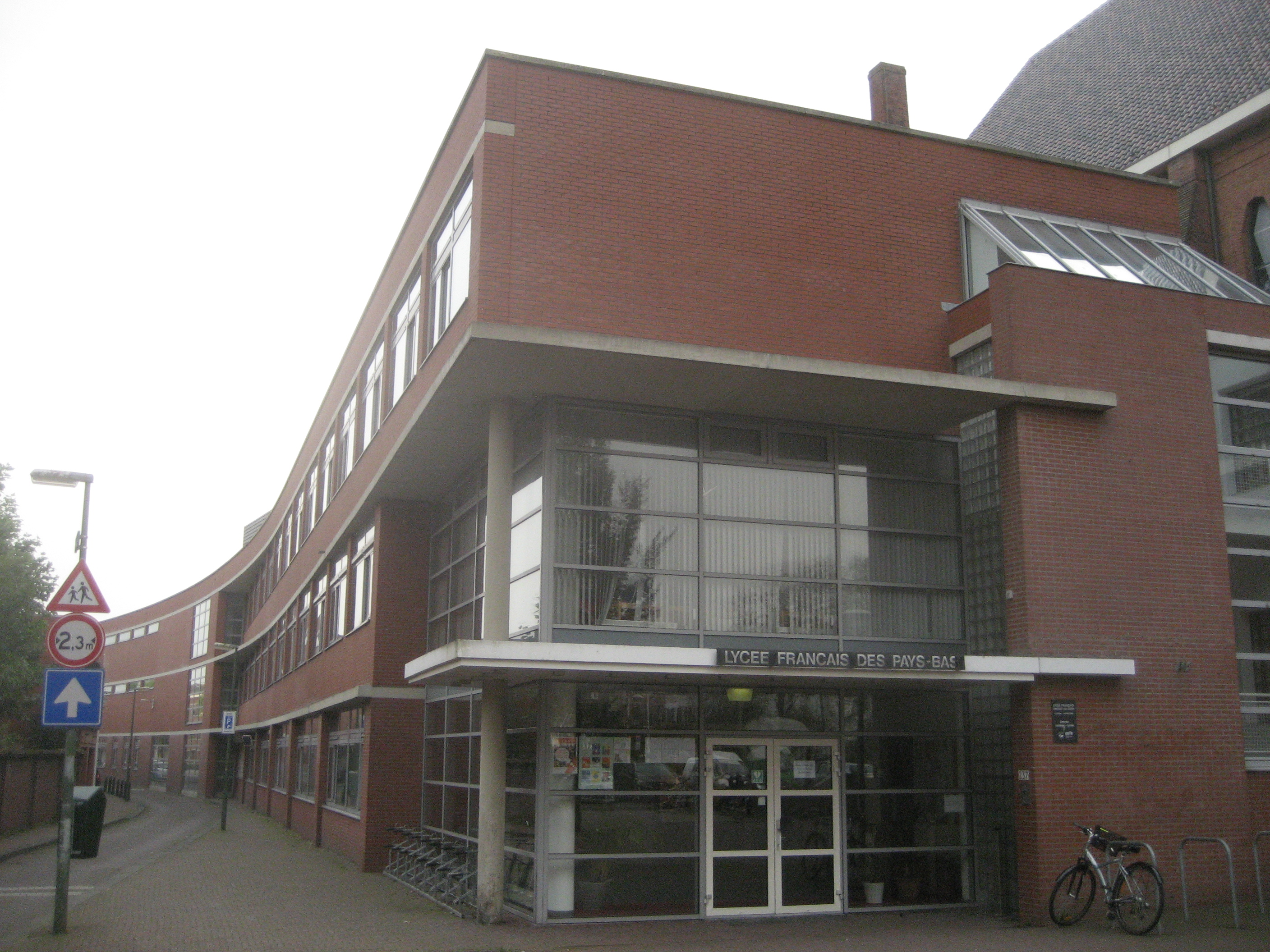
L'établissement de La Haye

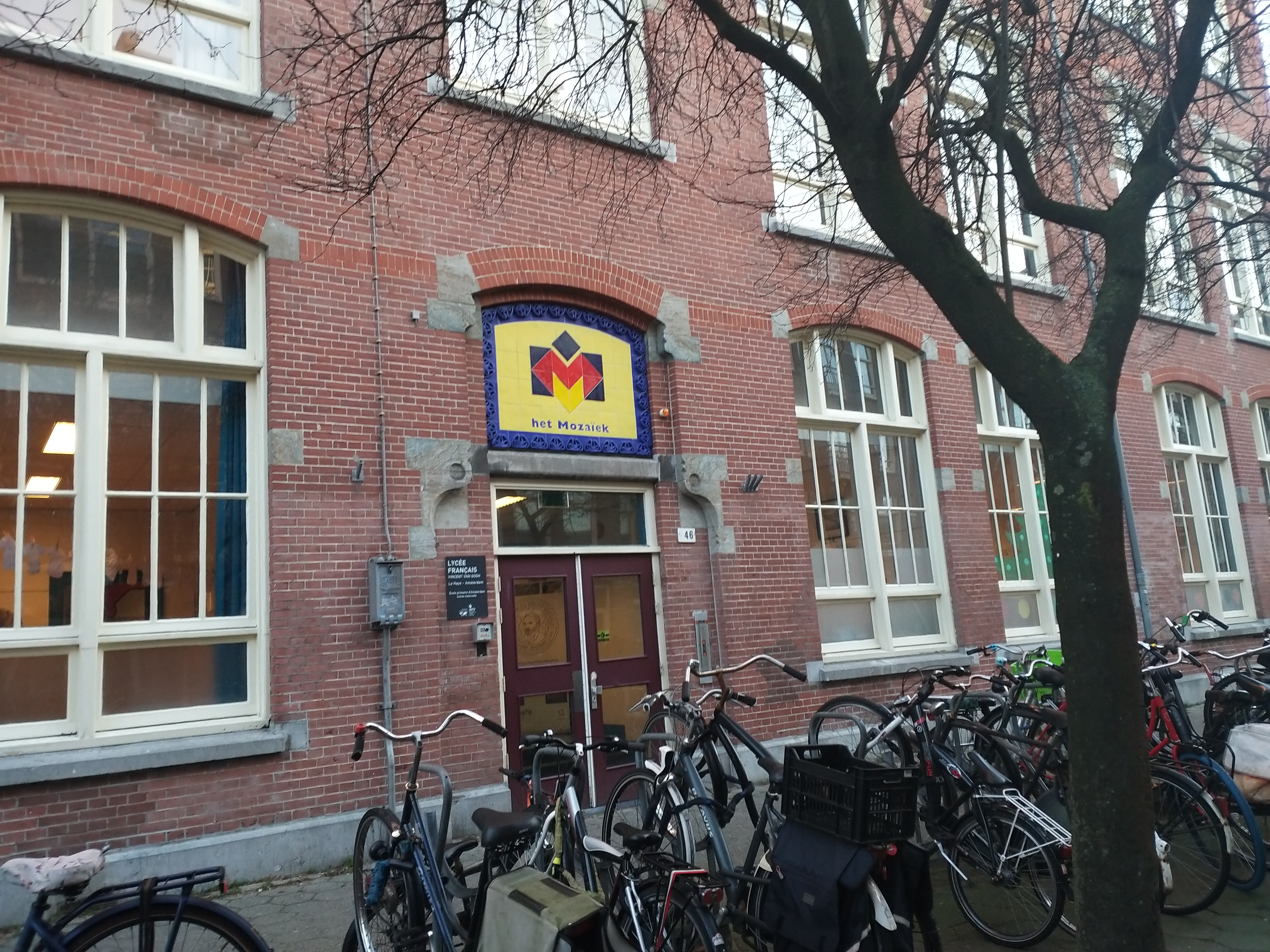
Site d'Amsterdam

L'établissement de La Haye accueille les élèves de la maternelle jusqu'au lycée, environ 450 élèves de la petite section de maternelle jusqu'au CM2, près de 300 élèves au collège et un peu plus de 200 élèves au lycée. 
Une section européenne anglaise est ouverte à partir de la classe de seconde. 
Une section internationale américaine est ouverte à partir du CE2 jusqu'au niveau de Terminale. 
Ces parcours sélectifs sont à effectif limité.
L'annexe d’Amsterdam offre l'ensemble des classes primaires, de la maternelle au CM2. Cette école existe depuis 1957 et a été rattachée au lycée Van-Gogh en 1989. Ouverte à l'origine dans de petits locaux sur Dintelstraat, elle a déménagé en 2009 dans de nouveaux locaux situés dans le Pijp sur Rustenburgerstraat. 